# Abies recurvata
Abies recurvata Mast., 1906, è un albero della famiglia delle Pinaceae endemico del sud-ovest della Cina.

## Etimologia
Il nome generico Abies, utilizzato già dai latini, potrebbe, secondo un'interpretazione etimologica, derivare dalla parola greca ἄβιος = longevo. Il nome specifico recurvata fa riferimento agli aghi di forma ricurva.

## Descrizione

### Portamento
Albero alto fino a 60 m, con tronco che può raggiungere i 2,5 m di diametro, a portamento piramidale. I rami si diramano orizzontalmente dall’unico tronco diritto. I virgulti sono gialli o grigio-giallastri, saldi e brillanti in mezzo al fogliame.

### Foglie
Le foglie sono aghiformi, di colore verde lucido superiormente, argentate inferiormente, lunghe fino a 12–16 mm, rigide e appuntite; hanno stomi disposti in due bande nella faccia inferiore e su 2-8 linee nella faccia superiore.

### Fiori
Gli strobili maschili sono lunghi 10–15 mm, gialli con microsporofilli rossastri.

### Frutti
I coni femminili, inizialmente purpurei, marroni-porpora a maturazione, sono ovoidali, lunghi 4–8 cm e larghi fino a 4 cm, spesso disposti a gruppi; le scaglie sono reniformi, sottili, arrotondate e leggermente curve vicino all’apice, lunghe 12–14 mm e larghe 12–25 mm. I semi sono cuneati, lunghi circa 8 mm, con parte alare marrone scuro o nera, di 3–5 mm.

### Corteccia
Inizialmente liscia e grigia, con il passare del tempo si sfoglia, diventando ruvida e placcata, di colore grigio scuro o rosso-marrone.

## Distribuzione e habitat
Specie endemica dello Xizang, del Gansu e dello  Sichuan mentre la sua presenza nello Yunnan è incerta; cresce a quote comprese tra 2300 e 3600 m, su suoli podzolici montani. Il clima dell'Habitat è freddo e umido con precipitazioni annue comprese tra 700 e 1000 mm. Si ritrova prevalentemente in foreste miste di alta quota  con altre conifere: Abies squamata, Picea likiangensis, Picea asperata, Larix potaninii, Picea purpurea, Abies fargesii e Abies fabri,  mentre l’unica caducifoglia è Betula albosinensis. Sui pendii meno elevati l'associazione è con Tsuga chinensis, Picea brachytyla, Pinus armandii e specie dei generi Acer e Populus.

## Usi
Il suo legno veniva utilizzato, prima degli interventi legislativi di protezione, in maniera massiccia in edilizia e carpenteria. Il suo utilizzo in orticoltura è ristretto ai maggiori giardini botanici.

## Conservazione
In passato lo sfruttamento eccessivo ha comportato una riduzione della popolazione tra il 30 e il 50 %; per questo motivo viene classificata come Specie vulnerabile nella Lista rossa IUCN. Attualmente è sotto protezione legislativa da parte del governo cinese, che ne ha vietato lo sfruttamento.